# Renato Pestriniero
Renato Pestriniero (Venezia, 9 luglio 1933) è uno scrittore italiano.
Ha pubblicato oltre un centinaio di opere fra romanzi, racconti e saggi. I suoi libri sono stati tradotti nelle principali lingue europee. Al suo attivo ha inoltre esperienze come pittore e soggettista radiofonico e televisivo. Su un suo racconto di fantascienza, Una notte di 21 ore, è basato il film Terrore nello spazio di Mario Bava (1965).

## Biografia
Fino al 1988 ha lavorato come caporeparto e corrispondente estero presso la filiale veneziana di una multinazionale svizzera. È sposato e ha una figlia.
Iniziò a pubblicare racconti nel 1958, affidandoli a Oltre il cielo, una rivista specializzata in scienza e tecnica, ma anche in fantascienza, firmandosi con le iniziali "Pi Erre". Ha pubblicato più di cento racconti, sette romanzi, quattro antologie personali e vari saggi.  Nel 1982 ampliò un racconto di Alfred Elton van Vogt col romanzo Il villaggio incantato. Dal suo racconto Una notte di 21 ore (1960) il regista Mario Bava trasse il film Terrore nello spazio (1965).
Tra gli altri romanzi di Pestriniero, si ricordano in particolare Il nido al di là dell'ombra (1986) e Settantacinque Long Tons (2002). Del 1999 è la guida a carattere storico-leggendario Cercare Venezia, corredata dalle illustrazioni ad acquerello di Neil Watson.
Nel volume C'era una volta la luna (2005) Pestriniero ha raccolto ventinove dei suoi migliori racconti, scritti tra il 1958 e il 1980.